# Hińczowa Przełęcz
Die Hińczowa Przełęcz (slowakisch Hincovo sedlo, deutsch Hinzenseescharte) ist ein Gebirgspass im Süden der polnischen Woiwodschaft Kleinpolen und der Slowakei in der Hohen Tatra. Der Pass befindet sich in der Gemeinde Bukowina Tatrzańska auf dem Hauptkamm der Tatra und verbindet das Tal Dolina Rybiego Potoku mit dem Tal Hincova dolina im Talsystem der Mengusovská dolina. Der Pass ist 2323 m n.p.m. hoch und grenzt an die Gipfel Cubryna sowie Mięguszowiecki Szczyt.

## Tourismus
Auf den Pass führt kein Wanderweg.

## Erstbesteigung
Der Pass wurde 1877 von einer Bergsteigergruppe, bestehend aus Ludwik Chałubiński, Wojciech Roj und Maciej Sieczka, zum ersten Mal urkundlich nachweisbar bestiegen.